# Santiago Costa
Santiago Nicolás Costa Harreguy (La Paz, 12 febbraio 2000) è un calciatore uruguaiano, centrocampista del Montevideo City Torque.

## Caratteristiche tecniche
È un centrocampista offensivo.

## Carriera
Ha sempre giocato con il Montevideo City Torque in Primera División. Segna il suo primo gol ufficiale il 18 ottobre 2023, aprendo le marcature contro il Peñarol in occasione della sconfitta per 2-3 maturata nel torneo di Clausura.

## Statistiche

### Presenze e reti nei club
Statistiche aggiornate al 23 ottobre 2023.
| Stagione        | Squadra                | Campionato      | Campionato | Campionato | Coppe nazionali | Coppe nazionali | Coppe nazionali | Coppe continentali | Coppe continentali | Coppe continentali | Altre coppe | Altre coppe | Altre coppe | Totale | Totale |
| Stagione        | Squadra                | Comp            | Pres       | Reti       | Comp            | Pres            | Reti            | Comp               | Pres               | Reti               | Comp        | Pres        | Reti        | Pres   | Reti   |
| --------------- | ---------------------- | --------------- | ---------- | ---------- | --------------- | --------------- | --------------- | ------------------ | ------------------ | ------------------ | ----------- | ----------- | ----------- | ------ | ------ |
| 2022            | Montevideo City Torque | PD              | 11         | 0          | CU              | 2               | 0               | -                  | -                  | -                  | -           | -           | -           | 13     | 0      |
| 2023            | Montevideo City Torque | PD              | 24         | 1          | CU              | 0               | 0               | -                  | -                  | -                  | -           | -           | -           | 24     | 1      |
| Totale carriera | Totale carriera        | Totale carriera | 35         | 1          |                 | 2               | 0               |                    | -                  | -                  |             | -           | -           | 37     | 1      |